# Ruagea membranacea
Ruagea membranacea là một loài thực vật thuộc họ Meliaceae. Đây là loài đặc hữu của Ecuador.